# Vibe coding
Vibe coding (lub vibecoding) – paradygmat programowania oparty na sztucznej inteligencji, w której osoba opisuje problem w kilku zdaniach, które stanowią podpowiedź dla dużego modelu językowego dostosowanego do tworzenia oprogramowania. Model językowy tworzy oprogramowanie, przesuwając rolę programisty z samodzielnego pisania kodu na kierowanie, testowanie i udoskonalanie kodu źródłowego generowanego przez sztuczną inteligencję. Paradygmat pozwala na tworzenie oprogramowania bez dogłębnej nauki technik programowania i umiejętności wymaganych w inżynierii oprogramowania. Termin został wprowadzony w lutym 2025 przez Andreja Karpathy'ego.
Kluczowym elementem vibe coding jest fakt, że użytkownik jest w stanie modyfikować kod bez jego pełnego zrozumienia.
W marcu 2025 akcelerator Y Combinator podał informację, że 25% startupów w ich portfolio firm W25 posiada kod wygenerowany w 95% przez sztuczną inteligencję.
Innym paradygmatem tworzenia oprogramowania z wykorzystaniem generatywnej sztucznej inteligencji jest tzw agentic coding, w którym agent AI zajmuje się całym cyklem tworzenia oprogramowania.

## Ograniczenia
Pomimo swoich zalet, pojawiają się obawy o zrozumienie generowanego kodu jak i aspektami jego niezawodności czy bezpieczeństwa takimi jak: wydajność kodu, brak lub nieadekwatny poziom kontroli dostępu, brak walidacji wejścia, brak zarządzania zależnościami i generowanie wysokich kosztów przez nadmiarowe zapytania API czy inne zagrożenia CWE.

## Model Context Protocol
Protokół Model Context Protocol (MCP) zdefiniowany przez firmę Anthropic dla chatbota Claude pozwala na zarządzanie zewnętrznymi interfejsami, przez co umożliwia działanie agentów AI z pamięcią kontekstową i zdolnością do zarządzania kodem źródłowym jak i samą aplikacją. Firmy OpenAI i Google ogłosiły adaptację MCP w swoich produktach ChatGPT i Gemini.